# 朝美修好通商条约
《朝美修好通商条约》（英語： 或）是朝鲜王朝与美国於1882年5月22日签订的不平等条约，也是朝鮮與西方國家簽訂的第一個條約。

## 背景
本條約在中國、朝鮮和美國三國互動、協商的情況下達成。朝鮮王朝在1870年代以前实行鎖國政策，但在1876年，日本以武力強迫朝鮮簽訂《江華條約》，成功打開朝鮮的國門。此后西方列强纷纷进入，《朝美修好通商條約》就是在这个基礎上簽定的。在协商中，中国清朝代表李鴻章要求在条约中載入“朝鮮是中國屬邦”一句，但由于受到美国代表薛斐尔的反对，決定朝鮮政府在該條約外，另外發布照會表明中朝之間的宗藩關係。

## 内容
条约共十四款，由汉文和英文两种语言缮写。
- “若他国有何不公轻藐之色，一经照知，必须相助，从中善为调处，以示友谊关切。”
- “嗣后，大朝鲜国君主有何惠政、恩典、利益及施他国或其商民，无论关涉海面、行船、通商、贸易、交往等事，为该国并其南氏从来未沾，抑为此条约所无者，亦准美官民一体均沾”
- 美国人享有在朝鲜居住和领事裁判权
- 朝鲜要为美国来往船舶提供停泊、救 护、饮食和保护美国公民的义务
- 美国在朝鲜享有「最惠国待遇」，进口货物「有关民生日用品者，照估价值百抽税不得过十」之低率关税。